# Trichocalyx
Trichocalyx  (лат.) — род цветковых растений семейства Акантовые.

## Описание
Древесное растение высотой 117-166,9 см. Чашечка пятичленная. Венчик трубчатый опушённый внутри. Андроцей состоит из двух тычинок.

## Классификация
Род и входяще в него виды описаны британским ботаником Айзеком Бальфуром в 1884 году.
По информации базы данных The Plant List (2013), род включает 2 вида. однако статус этих видов Unresolved.
- Trichocalyx obovatus, Balf.f.
- Trichocalyx orbiculatus, Balf.f.

## Распространение
Представители рода встречаются только на архипелаге Сокорта.